# Квон Чхан Хун
Квон Чхан Хун (кор. 권창훈, нар. 30 червня 1994, Сеул, Південна Корея) — південнокорейський футболіст, півзахисник німецького клубу «Фрайбург».
Виступав за національну збірну Південної Кореї.

## Клубна кар'єра
У дорослому футболі дебютував 2013 року виступами за команду клубу «Сувон Самсунг Блювінгз», в якій провів три сезони, взявши участь у 90 матчах чемпіонату. Більшість часу, проведеного у складі «Сувон Самсунг Блювінгз», був основним гравцем команди.
До складу клубу «Діжон» приєднався 2017 року. Відтоді встиг відіграти за команду з Діжона 8 матчів в національному чемпіонаті.
У 2019 році футболіст уклав угоду з німецьким клубом «Фрайбург».

## Виступи за збірні
2009 року дебютував у складі юнацької збірної Південної Кореї, взяв участь у 10 іграх на юнацькому рівні, відзначившись 2 забитими голами.
2013 року залучався до складу молодіжної збірної Південної Кореї. На молодіжному рівні зіграв у 18 офіційних матчах, забив 6 голів.
2016 року захищав кольори олімпійської збірної Південної Кореї. У складі цієї команди провів 19 матчів, забив 10 голів. У складі збірної — учасник футбольного турніру на Олімпійських іграх 2016 року у Ріо-де-Жанейро.
2015 року дебютував в офіційних матчах у складі національної збірної Південної Кореї.

## Титули і досягнення
- Переможець Юнацького (U-19) кубка Азії: 2012
- Переможець Кубка Східної Азії: 2015